# Phenylacetaldehyd
Phenylacetaldehyde là một hợp chất thơm được tìm thấy trong kiều mạch, chocolate nhiều loại thức ăn và nhiều loài hoa. 
Nó có vai trò kháng khuẩn trong liệu pháp ấu trùng và nó cũng có mặt trong các loại chất được thêm vào thuốc lá để làm tăng mùi hương.
Nhiều loài côn trùng (như Lepidoptera, Hymenoptera, Coleoptera và Neuroptera) truyền tín hiệu cho nhau bằng chất này.
Phenylacetaldehyê tinh khiết có mùi ngọt, giống mật ong, hoa hồng, cỏ xanh.
Phenylacetaldehyde thường bị nhiễm polyme polystyren oxid  do tính không bền của nguyên tử alpha carbon benzylic và do phản ứng của aldehyde. Phản ứng ngưng tụ aldol của dime đầu tiên tạo nên các chất cho Michael và chất nhận Michael.